# ないしょのつぼみ
『ないしょのつぼみ』は、やぶうち優による少女向け性教育漫画作品、およびそれを原作としたOVAである。通称「ないつぼ」。

## 概要
やぶうちが2003年（平成15年）の秋に、『小学五年生』（小学館）編集部から「性教育をテーマにして、かわいい女の子が主人公で、ファンタジーを盛り込んだ新しい連載漫画を立ち上げてみませんか?」という提案を受け、それに応える形で、主に『小学四年生』および『小学五年生』にて2004年（平成16年）度から連載が始まった。以降、年度ごと、掲載誌ごとに登場人物と物語を一新する形で継続。シリーズ毎に“○期”または“第○期”と呼ばれる。
日常に入り込んで来た「すこし・不思議」な要素と恋愛話を軸に、主人公たちの心と身体の成長が描かれている。
単行本は2012年（平成24年）4月現在、ちゃおコミックスより、1期 - 8期が1巻 - 8巻、0期が『ないしょのつぼみ-めばえ-』として刊行されている。0期を除き、同じタイトルに巻数が付く形式になっている。なお、雑誌掲載時のタイトルはいずれも“ないしょのつぼみ”で、副題や期数表記などは一切付いていない。
登場人物と作品世界が明確に同一の1巻と「-めばえ-」を除けば、それぞれの巻に連続性はなく、共通点はテーマと、主人公の名前がつぼみである事のみである。
ただし、期をまたいでの共通点がいくつか存在する箇所もあり、同じ世界・同じ学校が舞台ではないか、という説もある。具体的には、「2期のつぼみの担任と同じ顔の教師が0期に登場している」「3期に出てくるある品に"6-1 河原"という記載があり、名字が2期の結花と一致する」「1期の葉の姉と同一と思しき人物が4期・5期・6期・8期にも登場する」「5期のありすと思しき人物が8期にも登場する」などである。この見方については「ないしょのつぼみファンBOOK」でも触れられているが、現状では飽くまでも推測の域を出ない。
主人公は共通して、ツーサイドアップという髪の結び方をしている。
2005年（平成17年）4月、単行本第1巻発売時にAmazonやセブンアンドワイなどのネット通販などで特に男性層に爆発的に売れ、一般週刊誌などでも話題となった。
2007年（平成19年）12月現在での累計発行部数は55万部 と、学年誌に掲載された女子向け漫画の単行本としては異例な売上げを見せている。2009年（平成21年）1月20日、第54回（平成20年度）小学館漫画賞児童向け部門を受賞。
少女向け性教育漫画のため、少年の体の変化はあまり詳しく描かれていない。1期と4期で勃起・精通・夢精等を取り上げ、3期では「男女の体つきの違い」というテーマでのみ軽く触れられている程度で、基本的には少女向けの内容が大半を占める。しかし例外的に6期は、男女のお互いの人格が入れ替わるという基本設定上、ほぼ半々の割合で少年の体の変化について積極的に描かれている。
連載時には性教育にまつわるコラム記事が連動しており本編最終ページの次ページに掲載される事が多い。ただし、2・7・8期は記事と連続したページになっておらず、0期には連動記事自体が無かった。
2010年（平成22年）2月の『小学五年生』休刊を受け、7期と8期は掲載誌が0期と同様の『小学四年生』に変更された。しかし、2012年（平成24年）2月の2012年3月号の8期終了とともに『小学四年生』も休刊、8年間の連載に幕を閉じた。
2014年（平成26年）10月15日に1期を原作とした小説版が『ないしょのつぼみ 〜さよならのプレゼント〜』、2015年（平成27年）3月25日に6期を原作とした小説版が『ないしょのつぼみ 〜あたしのカラダ・あいつのココロ〜』として小学館ジュニア文庫からそれぞれ発売された。

## 1期
『小学四年生』の2004年（平成16年）3月号、および『小学五年生』の2004年4月号から2005年（平成17年）3月号にかけて連載された。全13話。
番外編として『やぶうち優ファンBOOK やぶうち優の♀♂（おんなのこおとこのこ）なお話』と『ないしょのつぼみファンBOOK 女の子の初めてのお話』への収録のために書き下ろされた作品がある。両作とも初出時にはサブタイトルは無く、第7巻に再録された際にそれぞれ、「さきっぽ」と「アソコ」という題名が付けられた。

### 1期のあらすじ
とある家庭の一人っ子として育った女の子立花つぼみは、ある時、母からお腹の中に赤ちゃんができた事を知らされる。ずっと前から弟妹を欲しがっていたつぼみは心から嬉しがり、友達の山吹八重と加藤麗愛にその事を話すものの、「つぼみの両親がエッチな事をした証拠」と麗愛から言われ、硬直してしまう。
「エッチな事ってどんな事だろう」と考えてしまったつぼみ。その時、いつの間にかつぼみのクラスにいた謎の少女遠藤沙耶がつぼみの目の前に現れ、声をかけてきた。つぼみはとっさに考え事を沙耶に話し、頼りがいのある言葉を沙耶からもらった。その後、つぼみと沙耶は深い絆で結ばれた友達になっていく。
弟妹が出来る事を嬉しがる間に、つぼみの体は知らない内に大人へ一歩ずつ近づいていった。初潮、体の悩み、男女の違い、そして恋を通して、つぼみは友達と共に成長していく。

### 1期の登場人物
人名には草や木、花の名前が入っている。
立花つぼみ（たちばな つぼみ）
声 - 名塚佳織
本作の主人公で小学5年生。1組所属。誕生日は2月3日。血液型はO型。
好きなものはプールとピンク色。髪型はボブカット。
少し内気で落とし物もしやすいが心優しい頑張り屋。
クラスメイトの大胆な発言・行動や身体の変化、大樹への想いに戸惑う多感な日々を送りながらも沙耶との友情もあり、成長していき、妹・沙耶が生まれたクリスマスの日に大樹に告白し、3学期から交際を始める。
単行本第1刷裏表紙では11歳とされているが、小学5年生になった時点での年齢は10歳でつぼみの誕生日は2月、物語は3学期に入った直後に終わっているので作中で11歳だった期間はない。作者曰く「初版の段で間違いだとは判っていたが、語呂が良いので2版以降も直していない」との事。後に修正され、現在の刷では10歳と記述されている。
遠藤沙耶（えんどう さや）
声 - 小清水亜美
つぼみのクラスメイトの少女。誕生日は12月24日。
心身ともに大人びているためかクラスメイトからは一目置かれているものの近寄りがたいと言われる事もしばしば。髪型は黒髪のストレートロングヘア。
つぼみと親しくなって以降、頼れるお姉さんのような友達となり、助言したりする。
私生活は謎に包まれており、美咲が体調を崩した直後、貧血に陥り、3日間休学。その間、つぼみは「川で溺れている沙耶からのSOSを受けて、沙耶を川から救い出す」という夢を見て、つぼみの母が切迫流産から回復した翌日に元気な姿を見せた沙耶もつぼみと同じ夢を見たことを伝える。
つぼみの妹の沙耶が産まれる直前、つぼみに別れを告げ、何処かに去り、つぼみ、八重、麗愛、大樹、太、葉の6人（アニメ版では、つぼみのみ）以外、彼女に関する記憶は消えていき、写真からも消えていった。
やぶうち曰く「私の理想の女の子像」。
山吹八重（やまぶき やえ）
声 - 小林沙苗
つぼみのクラスメイトで親友。誕生日は5月28日。血液型はA型。両親と弟との4人家族でペットに猫がいる。
長身で少々やせ気味。髪型はショートカット。通称・八重ちん。
しっかり者だが外見が男の子っぽく、男女（おとこおんな）と言われる事があり、胸がない事を気にしている。周りには内緒で葉と付き合っている。
両親と一緒に寝ている猫を寝室に連れて行った際、両親の性行為を目撃したこともあるが両親は子供たちの前でもキスするほどに仲が良いために特に驚かなかったという。
加藤麗愛（かとう れあ）
声 - 神田朱未
つぼみのクラスメイトで親友。誕生日は4月10日。血液型はB型。家族は両親と兄の存在が語られており、母親は第0期で登場。
髪型はツインテールで結んだ髪の先が丸まっている。通称・麗愛ぴ（れあぴ）
かなりの耳年増で性や恋愛に関してはクラスでも情報通。ただし、その情報はあまり正しくない。性教育の授業の際に目を輝かせるなど、性知識に関してはとてつもなく貪欲であり、周りの目を恐れない大胆な発言でつぼみや八重を困らせている。背が小さく、ぽっちゃりとして太い体格が悩みの種。食いしん坊でもあり、スパゲッティが好物。ピアノを習っている。
根本大樹（ねもと だいき）
声 - 白石涼子
つぼみたちのクラスの男子。誕生日は12月11日。血液型はB型。
ぶっきらぼうだが正義感が強く、クラスの男子たちの中心人物。つぼみの事が気になっていて、落ち込んでいるつぼみに食玩の鳥のマスコットをあげたり、探し物をしているつぼみの手助けをしたりする。その性格からか小学6年生の女の子からの告白を受け、太から年上キラーと呼ばれた事がある。
鍵が閉まった視聴覚室の窓からつぼみと一緒に抜け出した際、つぼみに異性を感じ、その翌日の朝に夢精をしてしまい、自己嫌悪な状態となってしまうが、3学期につぼみと結ばれた。
久木太（くき ふとし）
声 - 宮田幸季
つぼみたちのクラスの男子。誕生日は8月8日。血液型はO型。
スケベな性格でおちゃらけているが、本当は心優しい。麗愛とは幼少時からケンカ友だちで、かなり前から彼女のことが好きだった。
苗字の読みは「くき」だが連載時に苗字がはじめて出た第3話で「ひさぎ」とルビが振られていた。単行本では直っている。
三枝葉（さえぐさ よう）
声 - 斎賀みつき
つぼみたちのクラスの男子。誕生日は10月8日。血液型はAB型。家族は姉が登場。
ルックスNo.1でクールな性格。周りには内緒で八重と付き合っている。スケベな行動をしている太に蹴りを入れる事もしばしば。
立花美咲（たちばな みさき）
声 - 中山さら
つぼみの母親で専業主婦。
髪型はつぼみとほぼ同じ。旧姓は遠藤。
つぼみが小学5年生に進級する少し前に第2子の妊娠が分かり、一時は流産の危機に直面した事もあったが、危機を乗り越えた後は順調な妊娠生活を送り、クリスマス・イブに女の赤ちゃんを出産した。
名前はOVAにて明らかにされたもので、漫画では名前の表記はない。
立花幹生（たちばな みきお）
声 - 金光祥浩
つぼみの父親でサラリーマン。名前はOVAにて明らかにされたもので漫画では名前の表記はない。
美咲の入院や出産などといった作中の要所に登場する。OVAでは美咲が入院したときにつぼみの祖母（幹生の実母）に助けを求めようとしたがつぼみの「足が悪い祖母に心配をかけたくない」という気持ちに心を打たれ、つぼみと乗り切ろうと決心した。
山吹蒼（やまぶき そう）
八重の弟。
ガサツな性格。
三枝緑（さえぐさ みどり）
声 - 金月真美
葉の姉で女性向け下着売り場の店員。名前はOVAにて、明らかにされたもので漫画では名前の表記はない。
スタイルは良いが彼氏はいない。
ブラジャーを買うか買わないか悩んでいる八重にアドバイスを送り、自宅がつぼみたちのクリスマスパーティー会場になった際には手作りの料理を振舞う。沙耶が一瞬だけ鏡に映らなかったことに驚いた。
第4期以降、第7期を除いて、主人公が初めてのブラジャーを購入するエピソードに登場しており、第5期では服を脱がさなくてもブラジャーのサイズが分かる特技を身につけ、披露している。
渋谷の男性
つぼみが渋谷に買い物に来た際に出会った青年。
友人たちとハグれたつぼみに優しくするが本当の目的はつぼみに如何わしいことをすることであり、どこからか現れた沙耶に睨みつけられ、退散していった。
立花 沙耶 （たちばな さや）
つぼみの妹。クリスマス・イブに生まれた赤ちゃん。
小説版エピローグでは10歳になった彼女が主人公を務めている。10歳の誕生日に友人のさっちゃんが好きな6年生の男子に告白されながらも断るが、さっちゃんたちに誤解されて嫌われてしまう。帰宅後、つぼみに励まされる。
さっちゃん、小春（こはる）、美優（みゆ）
沙耶の小学校での友人たち。小説版エピローグに登場。
さっちゃんは同じ学校の6年生のとある男子生徒に憧れていたことから、その男子に告白された沙耶を裏切り者と誤解し、沙耶を避けるようになり、小春と美優も同調してしまう。

## 2期
『小学四年生』の2005年（平成17年）2月号から3月号、および『小学五年生』の2005年4月号から2006年（平成18年）2月号にかけて連載された。全13話。

### 2期のあらすじ
小学5年生の草壁つぼみは背が高く、運動神経が良いクラスから頼りにされる快活な女の子。
そんな彼女にもある一つの悩み事があった。その悩み事のわきどころは幼馴染の押井怜麻で怜麻はつぼみのスカートをめくったりするなどのちょっかいを頻繁にし、つぼみの悩みの種になっていた。つぼみは怜麻と仲良くけんかしながら毎日を過ごす日々を送っていた。
そんなある日の事、つぼみと怜麻が部屋で遊んでいると、部屋の天井から不思議な穴が空き、そこから少年の格好をした異星人が現れた。
草壁つぼみを初めとした人間と、異星人クロウ・ゼット（地球での名前は草壁 縁）の交流、交流の傍らで心体ともに成長し、恋に芽生えていく草壁つぼみの姿が描かれる。

### 2期の登場人物
人名は家や家具に関する物から付けられている。
草壁つぼみ（くさかべ つぼみ）
第2期の主人公で小学5年生の少女。誕生日は11月4日。血液型はB型。家族構成は父と母。
性格は元気で活発で勝ち気。髪型は両側が跳ねていて、アホ毛を持ったセミロング。背が高く、運動神経も良く、小学4年生までは男子よりも走るのが速かった。性格やお姉さんっぽい外見から、クラスの皆に頼りにされているが周りの噂にやや鈍感なところがある。ブラジャーなどの大人っぽい物に憧れていて、海ではビキニを着こなしている。将来の夢はまだ特に思いついておらず、七夕の願い事には「運命の人とめぐり会えますように」と書いた。『少女少年』の単行本を全巻持っている。学力は今一つでテストの点数は何故かいつも76点。
突然現れた異星人の少年であるクロウこと縁の観察対象にされ、戸惑いながらも縁を受け入れていき、自身も成長していく。
縁への願い事で本物の縁のクローン再生を考えるが、それが間違いであることに気づき、その代わりに「縁に関する記憶を皆から消さないで」と頼み、その願いは自身と怜麻と母のみ許された。
草壁縁（くさかべ えん）
地球によく似た惑星・バル・コニー星から地球に住む人間の生態調査をするためにやって来た異星人の少年。本名はクロウ・ゼット。
外見は人間と一緒だが身長は人間のサイズに合わせている。つぼみと怜麻以外の人間に記憶操作をして、乳児の時に死亡したつぼみの双子の兄として活動。地球での誕生日はつぼみと同じ11月4日ということになっている。
大学4年生ぐらいの運動神経・学力を有し、顔つきも良い為、女子にモテる。反面、デリカシーに欠けるところもあったが、改善後、女の子に失礼な事をしている行為を見たら止めるようになった。
1年に渡る調査活動を終え、自身に関する記憶を草壁親子と怜麻を除いて消去・帰還するもつぼみたちが6年生になった際、追加の調査で再び地球を訪れる。また、自身に関する記憶は僅かながらも3人以外に残っていた。
バル・コニー星は「衛星が多い」「地球よりも重力が重い為、地球人よりも筋力がある」「腋毛や女性の乳房は退化している」「クローン技術がある」「水泳の授業がない」「人工授精が基本」であることが語られている。尚、クロウの両親は養父母であり、肉親のことは名前だけ知っているが会う気はないという。
押井怜麻（おしい れいま）
つぼみのクラスメイトにして、幼馴染で同じマンションの隣に住んでいる少年。 誕生日は3月1日。血液型はO型。両親との3人家族で祖母の存在も触れられている。
両親が共働きの為、昼間はつぼみの家に居ることが多く、つぼみとは部屋まで遊びに行ったり、携帯型ゲームで対戦して遊んだりしている。
やんちゃな性格でツンデレ。つぼみのことが好きでパンツの覗き見やスカートめくり等のちょっかいを出したりしているが胸ポチではずかしい思いをしているつぼみのために服を貸したり、初経を迎えた際には急いで家に連れて帰ったりと気遣いを見せる。1学期の成績が悪かった為、2学期からは円果と同じ塾に通うようになった。
つぼみと共にクロウ＝縁と遭遇したことから記憶操作は行われず、彼の調査に協力することになる。つぼみのことで縁に嫉妬するも友情も抱いた為、クロウが帰還する際には「ライバルがいなくなるのは寂しいけどな」と告げた。
連載時、名前の漢字が第9話までは「伶麻」になっていた。単行本や関連書籍では「怜麻」で統一されている。
河原結花（かわら ゆか）
つぼみのクラスメイトの少女。誕生日は7月9日。血液型はO型。両親との3人家族。
ストレートでキツい物の言い方をするツッコミ屋。メガネをかけており、着替える時も海に入る時もメガネを外さない。母から「これをつける様に」と言われ、貰ったハーフトップのブラジャーを着用している。スイミング教室に通っている為、泳ぎ上手。漫画が好きだが、お小遣いの問題から、1ヵ月に雑誌1冊とコミックス1冊しか買えないのが悩みの種。
父親とは去年まで一緒にお風呂に入っていたが自身の身体の成長により、父親のほうから入らなくなった。
縁に恋心を抱き、縁が地球を去った際に縁に関する記憶は消えてしまうも完全には消えていなかった為、縁をモデルとした夢の王子様を描くようになる。
苗字は作中には一度も出て来ず、『やぶうち優ファンBOOK』でのみ明らかにされている。単行本にもキャラクター紹介などのページが無い為、同書籍を読んでいないと苗字不明なまま読むしかない。
天上円果（てんじょう まどか）
つぼみのクラスメイトの少女。誕生日は9月14日。血液型はAB型。家族は父親が登場。
縁が来るまでは成績はクラスでもトップクラスで私立中学校の進学を目指す程だが性格は子供っぽい上に天然ボケ。一方でつぼみたちの恋については鋭く、ハッキリ指摘をしてはつぼみたちを困らしている。髪型はツインテールで結んだ髪の先が丸まっている。
塾に怜麻も通うようになり、彼が隣の席になったことと優しさに触れたことにより、怜麻に恋心を抱くようになり、告白するも断られてしまう。
苗字の読み「てんじょう」は第9話で「あまかみ」とルビが振られる。彼女の苗字は連載中、その一度しか登場しなかった。単行本では上記の読みに直っている。
草壁夫人（くさかべふじん）
つぼみの母親で専業主婦。
セミロングのつぼみに対し、髪型はショートカット。
クロウ＝縁の記憶操作にかかり、縁に対しても母として振舞っているものの、つぼみとの会話を何度か盗み聞きしたことや、縁をこの歳まで育てた思い出が無いことから縁が本物の縁ではないことに薄々気づいていた。それでも縁のことは本当の息子同様に思って接しており、別れの日には感謝の言葉と共に抱きしめ、ENの名が入った服もプレゼントした。このため、彼女も縁の記憶を消されることはなかった。
草壁夫君（くさかべふくん）
つぼみの父親。
初詣の話のみ登場。つぼみとは2年生まで一緒にお風呂に入っていた。
本物の草壁縁（ほんもののくさかべ えん）
つぼみの双子の兄で本物の草壁縁。
生まれたときから身体が弱く、つぼみが1歳のときに亡くなってしまった。
つぼみは本物の縁の形見でもあるへその緒とクロウの星の科学力を使って、兄の蘇生を願おうとしたがつぼみの知る本当の兄ではなくなることに気づき、その願いは断念した。
押井夫君（おしいふくん）
怜麻の父親。
初詣の話のみ登場。
天上夫君（てんじょうふくん）
円果の父親で会社員。
本人曰く、子供の頃は怜麻そっくりだったらしい。塾に通っている円果を車でお迎えもしている。
円果とは今でも一緒にお風呂に入っているが、円果がつぼみと結花にそのことを指摘されたことと怜麻への恋心を自覚してからは一緒に入ってもらえなくなった。
3人のナンパ男性
海水浴に来たつぼみたちをナンパした3人の男性たち。
つぼみと結花からは警戒されながらも円果はホイホイ付いていこうとする。ガラス瓶を手で壊す縁の警告にビビって、3人とも退散した。

## 3期
『小学四年生』の2006年（平成18年）3月号、および『小学五年生』の2006年4月号から2007年（平成19年）2月号にかけて連載された。全12話。

### 3期のあらすじ
椎名つぼみは絵を描くことが大好きな、幼さが残る無邪気な性格の女の子。
もうすぐ小学5年生になるつぼみは、5年生になったらシャープペンシルの使用が解禁される事を楽しみにしていた。5年生になる前のある日、つぼみは幼馴染でしっかり者の幹図と一緒に文房具屋へシャープペンシルを買いに行ったが、理想のシャープペンシルが見つからず、文房具屋を後にする。
文房具屋からの帰り道、つぼみと幹図は転んで写生用具が入っているカバンを落とした黒いコートと帽子の姿のお兄さんに出会う。一緒に拾い物をすると、チューリップが付いているかわいいシャープペンシルがつぼみの目に付き、つぼみはこのシャープペンシルをもらう事になった。
家に帰り、つぼみはそのシャープペンシルを使って絵を描いてみると、描いた絵がむくむくと浮かび、実体化して生き物のように動いてしまった。そんな不思議なシャープペンシルを手にいれたつぼみは、幹図を道連れにして、様々な波乱に満ちた出来事を起こしたり巻き込まれたりする。

### 3期の登場人物
つぼみ以外の人名には、学校の教科に関する文字が入っている。
椎名つぼみ（しいな つぼみ）
第3期の主人公である小学5年生の少女。父と母との3人家族。2月23日生まれのうお座。血液型はAB型。
小5にして、レストランでお子様ランチを食べるなど無邪気で幼く、ちびっ子的な性格。好奇心が旺盛で思った事はすぐに行動に移さないと気が済まないらしく、その行動が元で災難に会いそうなこともしばしば。与えられた物事に夢や甘い幻想を持ちがちで、その都度、幹図や母から忠告を受けている。好きなことは絵を描くこと。髪型はアホ毛が跳ねているショートカット。
謎のお兄さんから描いたものを実体化できる不思議なシャープペンシルを貰う。最初は幹図のつもりで描いた絵を「男女の書き分けが出来てない」と幹図に指摘されたことを機に絵の腕を上達させていき、図工の時間に描いた写生が入選した。
幹図への恋心を自覚したことと初経が来たことでお兄さんから別れとシャープペンシルの力が失われることを告げられ、お兄さんの正体が亡き実父だったことも知る。
工藤幹図（くどう みきと）
つぼみのクラスメイトで幼馴染の少年。6月29日生まれのかに座。血液型はA型。
大人びた性格かつ物知りで勇敢。袋とじグラビアが載っている青年漫画雑誌『週刊ヤングマンデー』を愛読している。将来の夢は昆虫学者になって、昆虫の図鑑を自分の手で作ること。
つぼみとは普段から一緒に遊んだり、彼女の部屋に普通に入ったりしており、つぼみの無考えな行動を諌めることも多い。つぼみ以外では唯一、不思議なシャープペンシルの事を知っていることから、以前にも増して、つぼみを支えるようになる。実はつぼみのことが好きであり、つぼみも幹図のことが好きなことを自覚するもまだ恋人までには発展しないまま物語は幕を閉じた。
体文育（しとり いく）
つぼみたちのクラスメイトの少女。4月7日生まれのおひつじ座。血液型はA型。姉妹が2人おり、妹は同じ学校に通っている。
少々男言葉っぽい、ぶっきらぼうな口調で話す。つぼみと紫音よりも背が高く、身体はほぼ女性の体つきになっている。ロングヘアとメガネがトレードマーク。ChuChuの愛読者。将来の夢はマスコミ関係の仕事に就くこと。
つぼみに対してはお姉さんっぽい口調で大胆に話をする事もある。
相楽紫音（さがら しおん）
つぼみたちのクラスメイトの少女。5月12日生まれのおうし座。血液型はO型。両親との3人家族。
男子にモテるものの本人は父と似たところが見られる育が好きな為、今のところ、男子については関心がない。髪型はお団子頭。育と同様、ChuChuの愛読者。将来の夢は看護師か保育士になること。
広い一戸建ての家に住んでおり、つぼみと育とのお泊り会の場所にもなっている。
育への好意に悩むも占い師に扮したつぼみと幹図の助言で励まされる。
お兄さん
つぼみに不思議なシャープペンシルを与えた男性。本名不明。
いつも真っ黒なコートと帽子を着用しており、昔の職業は画家で持ち物の1つであるスケッチブックに上手な風景画を残している。幹図と同じようにつぼみのサポートや助言を行うことも多く、つぼみからは幹図と似た雰囲気も抱かれている。
その正体はつぼみが3歳のときに亡くなった実父。生前は画家であり、つぼみが2歳から描き始めた絵を見て、自分と同じものを感じたことから、3歳の誕生日プレゼントにシャープペンシルを買ってきたものの本当に必要な時期が来るまで自身が所持。写生の旅の最中に亡くなるもつぼみ用のシャープペンシルだけは遺品の中から見つからなかった。
つぼみが幹図への恋心を自覚したことと初経を迎えたことから、つぼみに別れを告げる。
仁科理志（にしな さとし）
つぼみとは別のクラスである1組の男子生徒でお兄さんに似ている。
ある日、つぼみの下駄箱にラブレターを入れるも紫音の下駄箱と間違えていたことに気づく。改めて、紫音に告白するも断られてしまう。
椎名夫人（しいなふじん）
つぼみの母親で専業主婦。
小学生絵画展で入選を取って、将来に甘い幻想を持ったつぼみに厳しい現実を言い、「普通のお嫁さんになって、幸せになってほしい」と保守的に忠告。その理由は前夫の死からのトラウマも関係している。
つぼみが前夫のシャープペンシルを持っていることを知ったことから、つぼみに前夫が画家であることを明かし、死んだはずの前夫がつぼみの前に現れたのは、つぼみにプレゼントするはずだったシャープペンシルを渡すためだったと推測した。
椎名夫君（しいなふくん）
つぼみの父親でサラリーマン。
再婚による継父で血の繋がりはないもののつぼみへの愛情はあり、実父と母の真実と愛を知って昂ったことから号泣するつぼみを抱きしめた。ちなみにつぼみの実父とは逆に絵は上手ではないらしい。
相良夫君（さがらふくん）
紫音の父親で「どんぐり舎」（単行本時、連載時は「画学社」）という出版社の偉い人。
多忙な日々を過ごしており、家にいないことのほうが多い。本が好きで物知りなところは育そっくりであり、育からは憧れの人として見られている。
つぼみが入賞した小学生絵画展を主催し、そこでつぼみの絵を見た際、好きだった画家（つぼみの実父）を思い出す。
相良夫人（さがらふじん）
紫音の母親。
劇中では後ろ姿のみ登場。
体操服泥棒
つぼみの学校で女子の体操服を盗んでいた泥棒の男性。
シャープペンシルを学校に忘れてきたつぼみとそれに付き合った幹図と鉢合わせし、2人に襲い掛かるも幹図の指示を受けたつぼみが実体化させた人形やビー玉に翻弄され、お兄さんに取り押さえられた後、実体化したロープで拘束されて逮捕された。
※つぼみと理志以外の主要登場人物の苗字は連載終了後に発売された『ないしょのつぼみファンBOOK 女の子のはじめてのお話』にて明らかにされた。

## 0期
『小学三年生』の2006年3月号、および『小学四年生』の2006年（平成18年）4月号から2007年（平成19年）2月号にかけて連載された。全12話。1期の前年の話で、物語世界や登場人物は共通している。やぶうち優の連載作品の中では「ぴゅあ♥ぴゅあ」や7期と並んで主人公の年齢が最も若い。対象学年が下がったためか、内容に性教育的な要素はほとんど無い。
1話ごとのページ数は8ページ（第12話のみ10ページ）で他期に比べて少なめ。ストーリーは基本的に第9・12話を除いて、前後編の2話で完結する流れになっている。
「0期」というのは「1期の前だから」という事で作者サイトや関連書籍で用いられた呼称である。単行本は『ないしょのつぼみ-めばえ-』のタイトルで発売。

### 0期のあらすじ
小学4年生になった立花つぼみはペットを欲しがっている女の子。
ある日の事、公園で麗愛と八重の3人で、熱い気持ちでキスをしているカップルを見かけた。つぼみ達3人はカップルの様子をずっと見つめ、つぼみはその熱愛ぶりに衝撃を受ける。「キスってどんな感じなんだろう」と心の中でドキドキしながら考えてしまったつぼみ。家の中で色々と考えていると、ベランダに小鳥が迷い込んできた。
つぼみは小鳥が呼び込む様々な出来事を通じて成長し、恋にめばえていく。

### 0期の登場人物
基本的に1期の登場人物と同一である。
立花つぼみ（たちばな つぼみ）
主人公で小学4年生。
ペットを飼いたいと思っていた矢先に部屋にインコが1羽迷い込んで来たことから保護し、飼い主が見つかるまでの間、ピースケと名付けて自宅で飼い始める。その一方、ピースケと出会う直前に男女のキスを目撃したことから、恋愛に興味を抱く。持ち手が鳥の形をしている折り畳み傘を愛用。
クリスマス会の帰り道、線路に傘と足が引っ掛かり、電車に轢かれかけながらも大樹と自身の傘に助けられたが、肩代わりしてくれたピースケが亡くなってしまう。そのショックから立ち直れずにいたが、八重の叔母との交流を通じて立ち直る。
ピースケ
つぼみの家に迷い込んで来たコザクラインコ。体毛の色は黄緑で顔の部分のみ朱色。
ピースケの名前は元の飼い主が見つかるまでの仮のものとして、つぼみがオスかメスかを全く意識せずに名づけたもの。実際にはメスであり、卵を産んだ。よく人になつき、特につぼみの声掛けにはすぐに応答する。
つぼみがクリスマス会に出かける直前、つぼみが電車に轢かれる予感がして、つぼみを止めようとする。届かなかったが、自身の命と引き換えにつぼみの命を救い、つぼみが帰宅する10分前に亡くなった。死後、鉢植えで作った墓の中に埋葬される。
山吹八重（やまぶき やえ）
4年生の時もつぼみと同じクラス。
学年の女子の中で最も背が高く、幼い頃から周囲に男の子と言われ、その事を気にしていた。葉に告白された際に思わず断ってしまうが、紆余曲折の末に両想いになる。ピースケの死後、ペットの身代わり説をつぼみに語って聞かせた。
最終回では弟も登場。
加藤麗愛（かとう れあ）
八重と同じく、つぼみと同じクラス。
この頃から、もう既に恋愛や性に関する事柄に興味津々だった。
クリスマスパーティーは彼女の家で行われ、母親も登場。
久木太（くき ふとし）
つぼみたちと同じクラス。
女の子をからかうのが大好きで、第1話でつぼみのスカートをめくっている。
1期と同様、連載時に苗字が初登場した時に振り仮名が「ひさき」になっている（つぼみにそう呼ばれ、自らもそのように名乗っている）。これも単行本では直っている。
根本大樹（ねもと だいき）
4年生の時はつぼみとは違うクラスで飼育委員をしていた。
文鳥を飼っていることから、インコの飼い方や元の飼い主の探し方をつぼみにアドバイスする。
クリスマスパーティーから帰宅中のつぼみが電車に轢かれそうになるのを見て救出を試み、自身も轢かれそうになるが、つぼみの傘が意思を持ったかのように動いたことで2人とも九死に一生を得た。
三枝葉（さえぐさ よう）
大樹と同じクラス。
大樹や太とは幼稚園の頃からの友達。イケメン顔で女子にモテているものの「本当の自分を見ていない」と考えてしまい、いい思いをしていなかった。八重に一目ぼれをして告白・成就する。
立花啄実（たちばな たくみ）
第5・6話に登場。つぼみの従兄弟。心理学専攻の大学生。
就職活動の下見のために山形からやってきて、つぼみの家に一週間泊まっていた。つぼみの初恋の相手。つぼみと一緒にプールに行き、つぼみが好きな人を見抜いている。昔、鳥を飼っていたことから、そのことでもつぼみに助言を送った。
立花幹生（たちばな みきお）
つぼみの父。
ネズミが嫌いな為、つぼみはハムスターを飼えなかった。つぼみがピースケを保護してからはインターネットを使って、インコの種類を調べたり、巣箱を買ったりとサポートを見せる。
立花美咲（たちばな みさき）
つぼみの母。本作ではパート勤めもしている。
終盤に妊娠。
牡丹（ぼたん）
第4話に登場。大人びた体つきの小学6年生の少女。
ピースケを自分の飼っているインコ・ラブであるかを確かめるべく、つぼみの家に足を運ぶ。ラブではなかったが、本人は別のインコであることは予感していたことをつぼみに語る。その後、本物のラブと再会できたことをつぼみに電話で伝えた。
家族は母親が登場し、牡丹は母と共に立花家を訪れた。
ラブ
牡丹が飼っているインコ。
ピースケに似てはいるが牡丹曰く「目が大きくて、羽の色もはっきりしている」とのこと。どこかにいなくなってしまったが牡丹の家の隣のマンションで保護されていた為に牡丹と再会できた。
加藤夫人（かとうふじん）
麗愛の母親。
ふっくらとした体格。
八重の叔母
八重の母の妹。第12話のみに登場。
髪型はショートカットで子供を出産したばかり。
八重と同じく、昔は男っぽい事を気にしていた。八重の叔母との会話は自身の容姿にコンプレックスを抱いている八重とピースケを喪ったことを引きずっているつぼみを励ますことになった。
遠藤沙耶（えんどう さや）
第12話エピローグのみに登場。
美咲の妊娠を知った直後のつぼみの前に現れる。

## 4期
『小学五年生』の2007年（平成19年）4月号から2008年（平成20年）3月号にかけて連載された。全12話。

### 4期のあらすじ
新学期をむかえたある日、小鳥遊つぼみの元に見知らぬ差出人のEメールが届く。差出人の名前は"MIRA☆"。
つぼみがはじめて通る道を通っているとき、知らない人に「きみのお父さんが病院に運ばれた」と聞き、その人の車に乗ろうとしたのを、ある少女に止められた。その少女は、つぼみの新学期からのクラスメイトだった。名前は未莱（みら）。Eメールの差出人と同一人物なのか、それとも…。

### 4期の登場人物
登場人物名は十二支にちなんだ物になっている。
小鳥遊つぼみ（たかなし つぼみ）
4期の主人公でつつじ小に通う小学5年生の少女。誕生日は9月15日。血液型はA型。
性格は大人びて明るく好奇心が強いが臆病なところがある。髪型はボブカット。両親は共働きで母親はいつも帰宅が遅いため、長い事、顔をあわせておらず、母親の顔を覚えていない。
据置型のパソコンでMIRA☆とEメールのやりとりをするようになってからは少しずつ成長していく。そして、誕生日に未莱から貰った缶の箱が母の私物にもあったことやMIRA☆の正体を知ったことで未莱の真実も知った。
根津辰午（ねづ しんご）
つぼみの幼馴染でクラスメイトの少年。誕生日は11月27日。血液型はO型。
スポーツが得意で学校では女子に人気があるらしいが本人はつぼみのことが好き。
つぼみに振り向いてもらおうとつぼみの家に母が作った夕飯を持ってきたり、告白したりする等、いろいろと行動しているがつぼみに冷たい顔をされたり、スミレの怒りを買ってしまったりとうまくいかない状況が続いている。
猪原大河（いのはら たいが）
つぼみのクラスメイトの少年。誕生日は11月2日。血液型はA型。
二枚目顔でサッカーが得意だが幼稚園の時はおとなしく女の子のような外見だった。スミレとは幼馴染。
バイクにひかれそうになったつぼみを助けたことが元でつぼみから憧れの眼差しを向けられるようになり、つぼみが困ったときに色々と手助けをしている。つぼみの誕生日会には蕾形のペンダントをつぼみにあげて、つぼみを喜ばせた。
犬飼スミレ（いぬかい スミレ）
つぼみのクラスメイトで友人の少女。誕生日は3月17日。血液型はB型。
少年のような口使いで話すかたわらで胸の大きさや生理がこない事を気にしている。髪型はマッシュルームカット。兄・克己が買っている少年漫画雑誌『週刊マンデー』を愛読。自室は2人部屋で小4までは克己と同室だったが現在は姉・フジエの部屋に移動させられた。
携帯電話を持っており、MIRA☆のメールアドレスを見て、携帯電話から送られていることに気づいた。
宇佐美蓮華（うさみ れんげ）
つぼみのクラスメイトで友人の少女。誕生日は8月30日。血液型はO型。
男性に関しては純真無垢な弟の大を溺愛する一方、クラスの男子をバカで野蛮でエロいと嫌っている。髪型はポニーテール。特技は写真の隠し撮りで弱点は乗り物酔い。
有馬未莱（ありま みら）
つぼみのクラスメイト。誕生日は1月5日。血液型はO型。
間違っている事が嫌いな勇気があって頼りがいがある。物事に対して、器用にこなすものの料理だけは苦手でクッキー以外は上手に作れない。体つきは腋毛や陰毛が生えていたり、胸が膨らんでいたりと大人びている。髪型は長めのツインテール。
つぼみが知らない人の車に乗ろうとしたのを止めたのがきっかけでつぼみと親友になる。以降はつぼみの胸を叩いた男子に激怒したり、プールでつぼみの初潮に気づいたりとつぼみのフォローを行う。一方、電話が通じなかったり、言葉遣いが古かったり、3丁目にある建設中のビルが家だったりと色々と謎が多い。
その正体は茉莉の自作小説の未莱に当時の茉莉の心が乗り移った存在。小説同様に転校することになり、つぼみに見送られながら、転校していった。
MIRA☆
つぼみが小学5年生になる前の日の夜に来たEメールの差出人。
文体はラフだが書いている内容は真面目で自分の身体の成長に悩んだり、未莱との友情を壊したりするつぼみに的確なアドバイスをしている。ネチケットにはうるさく、MIRA☆の謎を知るためにEメールに住所を書いたつぼみを「個人情報を悪用する人がいるので住所を明かしてはダメ」とEメールで叱った。
つぼみは未莱の正体はMIRA☆と考えるが、その正体はつぼみの母・茉莉であり、MIRA☆という名前も茉莉のアナグラム。
小鳥遊茉莉（たかなし まり）
つぼみの母親。職業は作中では明らかにされなかったが携帯電話の受信トレイには出版・印刷関係と思しき会社がずらりと並んでいる。
仕事が忙しく、つぼみとは同居しているにも関わらず、滅多に顔をあわせられずにおり、料理も苦手。
つぼみに多忙ゆえに構ってやれないことから、MIRA☆という名前でメル友になっていた。過労で入院した際につぼみに正体を明かした後もメル友・MIRA☆を続けている。
小鳥遊夫君（たかなしふくん）
つぼみの父親。
妻・茉莉とは逆につぼみと一緒に食事を取る時間はある。
犬飼フジエ（いぬかい ふじえ）
スミレの姉。
現在は受験生であり、部屋にはスミレが移っている。
犬飼克己（いぬかい かつみ）
スミレの兄。
スミレと趣味が合い、すみれが小4までは同じ部屋だった。
宇佐美大（うさみ まさる）
蓮華の弟で幼稚園児。
蓮華からは「純粋で天使のような男の子」と溺愛されているが豆大福をおっぱいに見立てると性に興味を抱き始めた。
宇佐美夫人（うさみふじん）
蓮華と大の母親。
大が女性の身体に興味を持ち始めたことに困惑して、大と別の部屋にしてくれるように頼む蓮華を論する。
未莱（みら）
茉莉がつぼみと同じ年の頃に書いた小説の主人公。
当時の茉莉は身体が弱く、学校を休んでばかりだったことから、なりたい自分を題材とした小説を書いており、寝ている間に意識だけが別の世界に飛んだような感覚も生じた。
茉莉が3丁目のアパートから、母の実家があるつつじヶ丘に引っ越すことになった影響で小説のほうは未莱が転校することで幕を閉じた。
※小鳥遊親子以外の登場人物の苗字は連載終了後に発売された『ないしょのつぼみファンBOOK 女の子のはじめてのお話』にて明らかにされた。

## 5期
『小学五年生』の2008年（平成20年）4月号から2009年（平成21年）3月号にかけて連載された。全12話。
『小学四年生』の2008年（平成20年）3月号掲載の予告では「SF（すこし・ふしぎ）な冒険!!」、単行本第4巻での5期の予告編では「SF（すこし・ふしぎ）度高めでよりファンタジックな展開」と謳われている。
登場人物名は有名SF作家の名前から付けられており、誕生日も元ネタの作家のそれと同じである。

### 5期のあらすじ
相崎つぼみは父親と2人暮しの女の子。
小学5年生になったある日、つぼみが家に帰ってベッドで漫画を読もうとした矢先、父親から電話がかかってきて、ベッドから滑り落ちてしまう。滑り落ちた先はなんと、もう1つの世界でそこにはつぼみと全く同じ姿の女の子がいた。つぼみと同じ姿の女の子に名前を聞き、つぼみと同じ姿の女の子もつぼみに名前を尋ねてみると、お互いに「相崎つぼみ」と名前が返ってきて、戸惑ってしまった。
翌日、その事を友達に話してみると、筒井隆からは「それって、パラレルワールドでは」という話を聞くが、朝倉ちはるは「妄想じゃん」とからかい突っかってきた。家へ戻り、ちはるのことを考えているといきなり、つぼみと同じ姿の女の子が来て「やはり、これはパラレルワールド」とお互いに感じて意気投合し、つぼみは花形のヘアゴム、つぼみと同じ姿の女の子は星形のヘアゴムをそれぞれ付けて区別することにした。
つぼみは星形のヘアゴムを付けたつぼみが住むパラレルワールドに入るが、体の成長具合が違ったり、住んでいる町の風景が異なっていたりと、つぼみが住む世界とパラレルワールドの世界の違いをお互いに実感するのであった。
つぼみと星形のヘアゴムを付けたつぼみが交流している間に、つぼみの体は成長していき、星形のヘアゴムを付けたつぼみの好きな人がつぼみと違ってくるようになった。胸の成長、好きな人の相違による衝突、初潮、父親の再婚、そして告白を通して、つぼみは成長していく。

### 5期の登場人物
相崎つぼみ（あいざき つぼみ）
5期の主人公で小学5年生。誕生日は1月2日。血液型はB型。
性格は元気かつ活発。温泉とフルーツポンチが大好き。髪型はショートカット。
パラレルワールドに住むもう1人の自分と友達になり、花形の髪飾りと部屋の目印を付けて、パラレルワールド側のつぼみと区別し、パラレルワールドに入った時は素性がばれない様に仮装をしている。
幼なじみでケンカ相手のちはるのことが気になっており、パラレルつぼみが隆と交際を始めたことやありすが操のことが好きなことを知ったことがきっかけでちはるに好きだと告白。この後、パラレルつぼみと別れた。
名前の由来はアイザック・アシモフ。
相崎つぼみ＜パラレルワールド側＞
パラレルワールド側の相崎つぼみ。
本次元側のつぼみと外見・境遇ともに同じだが体重・胸囲が小数単位で異なり、初潮などの成長はパラレルワールド側のつぼみが早い。星形の髪飾りと部屋の目印を付けて主人公のつぼみと区別している。
本次元の世界に入った時はやはり仮装をし、お互いの世界が乱れないように物を買わないようにしている。
パラレルワールド側のつぼみは本次元つぼみがパラレル世界を散歩した日に自身の髪飾りをパラレル側の隆に似合っていると言われたことから、隆のことが気になり始め、後に交際を始めた。
本次元のつぼみがちはると結ばれたことを知った後、「これから先はお互いの人生のためにもう会わないほうが良い」と本次元つぼみに告げ、本次元つぼみもそれを受け入れて別れた。
相崎操（あいざき みさお）
つぼみの父親。職業はSF作家で代表作は『平行時代』
妻を亡くした後、男手1つでつぼみを育てるががさつな面も見られるつぼみの事を不安に思い、心配している。
妻がプレゼントしてくれたメガネの縁が剥げても愛用する程に亡き妻への想いは強かったが後にありすと再婚する。
名前の由来はつぼみと同じくアイザック・アシモフ。
朝倉ちはる（あさくら ちはる）
つぼみのクラスメイトで幼馴染の少年。誕生日は12月26日。血液型はO型。
やんちゃな性格だがスポーツは得意。両親との3人家族で1コマのみだが登場している。
昔はつぼみと仲が良かったが今は何かと突っかかる行動をとっているも実はつぼみの事をずっと気にして見ていることの表れだった。3学期の始業式の日、隆の告白を断った後のつぼみから電話で「好き」と告白され、それを受け入れる。
名前の由来はアーサー・C・クラーク。
筒井隆（つつい たかし）
つぼみのクラスメイトの少年。誕生日は9月24日。血液型はAB型。
知的なイケメンで操の作品のファン。その流れでつぼみに惹かれ、気になっている。母親は昔、図書館で働いており、その図書館で操の本を読み始めた。
3学期の始業式において、つぼみに告白するもつぼみはちはるのほうが好きなことを知り、身を引く。一方、パラレル側の隆はつぼみと交際を始めた。
名前の由来は筒井康隆。
小松咲妃（こまつ さき）
つぼみのクラスメイトで友人でもある少女。誕生日は1月28日。血液型はA型。
クールな性格で細めの目つきでニヒルな口使いが特徴。ボーイズラブ系の作品が好きで女装少年が登場する漫画『乙女王子』とその主人公・左京の大ファン。1人で萌えている時はしょこたん語を心の中で発している。ちはると隆の組み合わせに関してはちはるは受けで隆は攻めとのこと。
家族は母親が登場し、母親も子供の頃は咲妃と似たようなもので男装や女装に憧れていた。
名前の由来は小松左京。
星菜摘（ほし なつみ）
つぼみのクラスメイトで友人でもある少女。誕生日は9月26日。血液型はO型。
クラスの女子の中で最も背が低く、実年齢よりも幼く見られることもしばしば。隆に片思いしている。特技はお菓子づくりとビースアクセサリーづくり。両親と兄との4人家族で姿が描かれたのは母親のみ。
つぼみに対しては隆のこともあり、劣等感も抱いていたが温泉で知り合ったありすに論されたことでつぼみへの劣等感を解消した。
名前の由来は星新一。
新一（しんいち）
つぼみのクラスメイトの少年。
中性的な顔つきでおとなしい性格。
『乙女王子』の実写化に反対している咲妃は「新一くんなら実写左京くんでもありかも」と考えるようになったことから、新一のことが気になっていくが彼が交際したがっていると勘違いした発言をしたことから冷めてしまう。
炉端ありす（ろばた ありす）
出版社の編集者。31歳。
目が大きく、ハツラツとした明るい性格の女性。乳房は小学4年生の時に膨らみ始めた。
2年前まで操の担当編集で一旦離れた後（物語中の）7月からまた担当に戻った。母親のいないつぼみにとっては数少ない、身近な大人の女性。
とある事でちはると喧嘩したつぼみに仲直りの切っ掛けになるアドバイスをしたり、温泉でバッタリ会い、仲良くなった菜摘に劣等感を克服するための助言も送っている。
操の事が好きで2度目の告白で成就。4月に操と結婚して、つぼみの継母になる。
名前の由来はロバート・A・ハインライン。

## 6期
『小学五年生』の2009年（平成21年）4月号から2010年（平成22年）3月号にかけて連載された。全12話。

### 6期の登場人物
仁家つぼみ（にけ つぼみ）
6期の主人公。呉田小学校に通う小学5年生。両親との3人家族で両親ともに登場。
性格は強気でおしゃれっ娘で正義感も強い。髪の毛は臀部まで達するロングヘア。
図工室での掃除中に落ちていく石膏像を支えようとした際に天空とキスしてしまった後、天空と同時にあくびをすると心が入れ替わるようになってしまった。
当初は天空のことを何かとバカにしていたが様々な出来事を通じて、彼を信頼するようになり、天空の日記の内容を見て、自分が天空のことを異性として好きであることに気づき、3学期に天空と結ばれる。
小学校卒業後は呉田中学校に進学。エピローグでは卒業式が描かれた。
浦野天空（うらの そら）
つぼみのクラスメイトで眼鏡をかけた男子。家族は母親が登場。
教室での席はつぼみの隣。性格はおとなしく真面目で勉強好きな草食系男子。つぼみからは「テンポが合わない」や「ネクラ」と思われており、服の組み合わせはイマイチ。
つぼみと入れ替わるようになってからは彼女に振り回されながらもつぼみの指示で服の組み合わせを覚えていくようになる。
実はつぼみのことが前から気になっており、3学期において、つぼみと晴れて結ばれる。
小学校卒業後は呉田中学校に進学。入学後、背が30cm伸び、メガネも外したことでイケメンになる。
蓬莱摩耶（ほうらい まや）
つぼみのクラスメイトで友人。両親との3人家族だが出番があったのは母親のみ。
優しいお姉さんタイプで身体の成長が早く、乳房はほぼ成人型になっている。髪型はポニーテール。
つぼみからは天空が好きな相手と思われたがつぼみの勘違いだったことが判明。
小学校卒業後は呉田中学校に進学。
入須あやめ（いりす あやめ）
つぼみのクラスメイトで友人。家族に関しては小説版では姉が登場している。
可愛い妹系で少女らしさ全開の性格。色白な肌でかつアニメの声優のような声でつぼみと摩耶からは一目置かれており、将来はアイドル志望。
3年生のときに好きな男子に告白するも「ヒゲが生えている」と言われたことにショックを受けて以来、色白な肌を保つために脱毛をしている。最初は毛抜きを使っていたが小説版では姉の薦めでシェーバーを使うようになった。また、つぼみ（の姿をした天空）の推測では「その男の子はあやめのことをよく見ていたからヒゲに気づいたのでは？」と推測している。
後に智と交際。
小学校卒業後は呉田中学校に進学。智との交際は続いているが中学卒業の昨年にて、半年間別れていた時期があった。
古戸智（ふると さとる）
つぼみのクラスメイト。
シャイなイケメン。天空とは正反対な性格ながらも小2のときに崖から落ちそうになったところを支えてくれたことから、天空への友情は誰よりも強い。
あやめのことが気になっており、つぼみの後押しもあって、交際を始める。
小学校卒業後は呉田中学校に進学。
臼井賢太郎（うすい けんたろう）
摩耶の親戚の大学生。
2学期から摩耶の家庭教師を務めるも女性として成長し始めている摩耶にセクハラしたり、タンスの中の下着弄りを行う。事情を知った天空がつぼみと入れ替わった状態でベッドの下に潜り込み、犯行現場を撮影したことで蓬莱家を追い出される。
牧野沙織（まきの さおり）
小説版オリジナルキャラクターで呉田中学3年生。美術部部長。
入れ替わるきっかけになったかもしれない石膏像が返却された呉中に潜入したつぼみと天空の事情を知り、2人にアンドロギュノスのことを語って聞かせ、「男と女が恋をするのはアンドロギュノスであった頃の名残なのかもしれない」とも語った。
12月に美術部の先輩だった男性に告白するもその先輩は同じ高校の女子のほうが好きだったために失恋。そのことをつぼみに話した後、立ち直る。

## 7期
『小学四年生』の2010年（平成22年）4月号から2011年（平成23年）3月号にかけて連載された。全12話。
前期までより1学年下を対象とした雑誌に移ったため、主人公も従来より1学年下がり小学4年生になった。また、掲載誌の本誌ではなく、別冊付録『月刊コミック小学四年生』内での連載となった。性徴などの性教育的な要素は残っており、性教育関連の記事は7月号から本誌に掲載され連動している。1話あたり12ページ前後。

### 7期の登場人物
八木つぼみ（やぎ つぼみ）
7期の主人公で小学4年生の少女。10月10日生まれ。
お人好しで泣き虫なおばあちゃん子。運動神経は低め。趣味は漫画愛読。髪型はふわふわしているボブカットで緑色の瞳にカチューシャをつけている。
亡くなったおばあちゃんの納骨式で昴の姿が見えた為、おばあちゃんの霊から「昴の成仏に協力してはどうかね？」と言われ、昴の成仏を手伝うことになり、お気に入りのカチューシャを付けている間だけ、昴の姿が見え、会話も行える。
最初は昴のことを疎ましく思っていたが次第に彼に恋心を抱くようになり、すぴかと伊緒にも昴の存在を明かし、昴の記憶探しを手伝ってもらうようになる。
自分が昴の姿が見えたのは昴と同じ病院で10月10日午後10時10分に生まれたアストロツインズゆえにであることを知った後、昴の母・美奈子に会い、昴の病室に足を運ぶ。そこで自分の身体を介して、昴を元の身体に戻すことに成功しながらも幽霊時の記憶を失ったために疎遠になってしまうが祖母の一周忌で記憶を取り戻した昴と再会を果たす。
牛島昴（うしじま すばる）
つぼみに取り付いた幽霊の少年。10月10日生まれ。
幽霊といっても成仏しておらず、足があり、空を飛んでいるかの様に見える。墓地にいたところにつぼみを見かけ、以後、つぼみに付きまとうようになる。つぼみの中に入って体を動かす事もでき、つぼみの能力を上げる事が可能だが、その時のつぼみの口調は昴の状態になる。
交通事故の影響で記憶を失っているがつぼみとの生活を経て、水泳とピアノが得意（中学生レベルの腕前であり、フレデリック・ショパンの幻想即興曲を弾ける）なことや好きな食べ物はスイカであることを思い出していく。
実は1年前に自転車に乗っている最中にトラック事故に遭ったことが元で昏睡状態になっており、まだ生きているが魂だけが身体から離れてしまった状態になっていることが真相だった。
つぼみのおかげで元の身体に戻りながらも幽霊時の記憶を失っており、つぼみがお見舞いに訪れた日には既に退院した後だった為、疎遠になってしまうが1年後、祖母の一周忌のために墓地に足を運んだつぼみの姿を見かけたことで記憶を取り戻し、つぼみと再会を果たす。
すぴか
つぼみのクラスメイトで友人でもある少女。
行動力のあるムードメーカーで明るい少女。霊感があり、昴の存在を何となく感じ取っている。霊は平気だが虫は駄目。髪型はストレートヘアのツインテールで少々小柄。
ペンションを経営している叔父がおり、夏休みにはつぼみと伊緒を誘って、遊びに来た。
つぼみから昴のことを教えられた後は姿は見えずとも昴に好意的な態度を見せる。
伊緒（いお）
つぼみのクラスメイトで友人でもある少女。
勝ち気なおてんば娘で運動神経も男子より強く、虫も平気だが幽霊や怪談話は大の苦手。霊感は全くない。小学校高学年にしてはスタイルが良く、大人っぽい体つきをしている。髪型は黒髪のショートヘアでヘアピンやリボンをするときもある。
つぼみから昴のことを教えられながらも霊が苦手なためにドライな態度を取るも生前（実際は生きていたが）の彼のことは良かったと発言してもいる。
八木夫妻（やぎふさい）
つぼみの両親で若草産婦人科医院を経営。
若草医院はつぼみと昴が生まれた場所でもあり、つぼみの場合、中々生まれず、不安になった母親は1階から4階を何度も往復したり、スクワットをしたり、25時間も陣痛が続いたという。
10歳の誕生日を迎えたつぼみのプレゼントにはブラジャーを選んだ。
つぼみの祖母
つぼみの祖母で初登場時点で故人。
おばあちゃんっ子だったつぼみは祖母の死を受け止められずにいたことから、祖母は一時的に下界に降りて、つぼみと再会。つぼみにとりついた昴が成仏していないことに気づいたことから、つぼみに昴の成仏の手伝いを頼み、天国に帰って行った。
お盆の時期に天国で夫（つぼみの祖父）とケンカしてしまい、お盆の時期を利用して、下界に降りた際、つぼみたちが遊びに来たペンション近くの古いトンネルでつぼみと再会。つぼみが約束通り、昴の成仏の手伝いをしていることを見ていることを告げた後、天国に帰って行った。
最終回エピローグのラストシーンにも登場し、「めでたしめでたし」の言葉と共に読者に別れを告げている。
りげる
すぴかのペットのインコ。
すぴか同様に昴の存在を感じ取っている。
しらとりの店長
駄菓子屋しらとりの女主人。
つぼみたちの憩いの場所だったが店を畳むことになり、海外の息子夫婦の誘いを受けて、共に暮らすことにした。店を畳む前に店をバックにつぼみたちと別れの記念撮影を行う。
マシジュン
アイドルグループ AZARASHIの一員。
昴と暮らし始めてからのつぼみはマシジュンの姿を見て、「昴くんって、マシジュンに似ているかも」と思った。
牛島美奈子（うしじま みなこ）
昴の母親。昭和44年4月4日生まれ。
住所は東京都文京区にあり、裕福な家に住んでいる。
昴のことで訪ねてきたつぼみを連れて、昴の病室に案内した。

## 8期
『小学四年生』の2011年（平成23年）4月号から2012年（平成24年）3月号にかけて連載された。全12話。
7期と同様、主人公は小学4年生で、別冊付録『コミックSHO4』内での連載となる。1話あたりのページ数は6期以前と同じ15ページ前後に戻った。性教育関連の記事は、8月号以降本誌に掲載されるようになった。
10話と11話ではやぶうちの過去の作品である『EVE★少女のたまご★』の登場人物が登場し、物語に絡んでいる。

### 8期の登場人物
本田つぼみ（ほんだ つぼみ）
8期の主人公で小学4年生の少女。
過去作のつぼみたちと一転して、クールな性格。髪の毛は桃色でいつも細めで眠そうな目つきをしている。好きなものはハート。両親との3人家族で父親は後ろ姿のみ登場。
1年生の頃からアイバに憧れており、3年生で同じクラスになったことでより惹かれていくが4年生になってからの彼の変貌ぶりに戸惑い、アイバからの毎日の告白に頭を悩ませていたがアイバがロボットであることを知る。
彼の中のロボット三原則を見かねて、アイバと交際を始め、フォローしていく中、アイバを本当に愛するようになった。
15年後、マンションでアイバと共に暮らしており、テレビの報道で政府が人間とロボットの結婚について検討され始めた事を知り、それが実現することに期待を抱く。
広瀬アイバ（ひろせ アイバ）
つぼみのクラスメイトの少年。
3年生までは大人っぽい雰囲気だったが4年生になった途端に子供っぽく能天気な性格になってしまった。
その正体はロボット。足からのジェットで空を飛んだり、身体から煙を出したり、首が外れたりするが外見上は性器も含めて、普通の人間と区別が付かない。驚いたり嬉しいことが起こったりした際に猫耳や犬のしっぽのようなものが飛び出てくることがある。ロボット工学三原則に則っている為、人間に命令されると逆らえず、それを見かねたつぼみが交際を始めることでフォローされていく。
実は人間の広瀬アイバそっくりに作られたロボットであり、つぼみへの好意もオリジナルが持つものであった。3学期において、休止状態にされて記憶を消去した上でアメリカに送られそうになるが、正式に恋人になったつぼみの懇願で記憶を消去されることはなくなり、つぼみの両親とあむと和都とテツにも事情を説明。つぼみの家で暮らし始める。
15年後、アイバを初めとしたロボットたちは社会に認知され、大人体型になったアイバは消防庁でレスキュー活動をしていて「ヒーローアイバ」と呼ばれている。
あむ
つぼみのクラスメイトの少女。
リボンがトレードマークで性格容姿ともに子供っぽい。
15年後には憧れの丸の内でOLをしており、トレードマークのリボンも外すようになった。
重見和都（しげみ わと）
つぼみのクラスメイトの少女。
メガネをかけており、小学4年生にしてはスタイルが良く、大人びた体つきをしている。身長140cm。告白は自分からするタイプ。雑誌のモデルになるのとテツの恋人になるのが夢。
偽のモデルスカウトの被害から逃げ切った直後、相崎ありすに会い、雑誌モデルになる。
15年後には雑誌のトップモデルになっているがテツとの交際には至っていない様子。
テツ
つぼみのクラスメイトの少年。
やんちゃな性格でアイバとよく一緒に遊んでいる。和都から好意を抱かれているも気づいていない。
15年後にはヒゲを生やしている。
偽スカウトマン
女子小学生狙いの偽スカウトマン。風貌は所謂イケメン。
和都をスカウトするふりをして彼女たちをマンションに連れて行くも、怪しいと感じていたつぼみの機転で逃げられてしまった上、彼女たちを追っている最中にアイバに叩きのめされ、警察に連行される。
相崎ありす（あいざき ありす）
偽のモデルスカウトから逃げ切った和都に現れた女子小学生向けファッション雑誌「デコ☆プチ」のデスクをしている女性。
読者モデルを探していて、和都に家の人と話し合った上でお願いできないかと声を掛ける。
広瀬アイバ（本物）
本物のアイバ。
4年生に進級する前に父の仕事の都合でアメリカに行くことになり、内藤に頼んで自分のロボットを作ってもらった後、アメリカに渡った。
3学期に一時的に帰国。ロボットのアイバが好調だったことから、ロボットのアイバを記憶消去した上でアメリカに行かせようとするが、つぼみに反対され、半田ごてでロボットのアイバを壊そうとする程のやけを起こすものの最終的に断念。自身もつぼみに好意を抱き、ロボットのアイバが恋をするわけがないと思っていたが、ロボットのアイバとつぼみの絆を見て身を退き、ロボットのアイバをつぼみに託した。
内藤（ないとう）
『EVE★少女のたまご★』の登場人物。同作では内藤深夜と名前が付けられている。
広瀬アイバ（本物）の父の友人で介護ロボットの研究をしている。アイバに依頼され、ロボットのアイバを製作する。ロボットのアイバとつぼみの絆を見て、肩を落とすアイバに「ロボットのアイバを起こして上げようではないか」と声をかけ、休止状態のロボットのアイバを記憶消去を行わず再起動している。
内藤イブ（ないとう イブ）
『EVE★少女のたまご★』に登場する少女型介護ロボット。本作では流暢な日本語を話している。
「ロボットのアイバが恋をするわけがない」と言ったアイバ（本物）に「ロボットだって恋をするもん！」と強く言っている。
内藤聖夜（ないとう せいや）
『EVE★少女のたまご★』の登場人物。内藤の息子。

## 書誌情報

### 単行本
- やぶうち優 『ないしょのつぼみ』 小学館〈ちゃおコミックス〉、既刊8巻（2012年4月27日現在）
  1. 2005年6月5日第1刷発行（4月27日発売[小 1]）、ISBN 4-09-137079-9
  2. 2006年6月5日第1刷発行（4月28日発売[小 2]）、ISBN 4-09-130498-2
  3. 2007年7月4日第1刷発行（6月29日発売[小 3]）、ISBN 978-4-09-131235-8
  4. 2008年5月3日第1刷発行（4月28日発売[小 4]）、ISBN 978-4-09-131717-9
  5. 2009年5月3日第1刷発行（4月28日発売[小 5]）、ISBN 978-4-09-132509-9
  6. 2010年5月3日第1刷発行（4月28日発売[小 6]）、ISBN 978-4-09-133257-8
  7. 2011年5月3日第1刷発行（4月28日発売[小 7]）、ISBN 978-4-09-133824-2
  8. 2012年5月2日第1刷発行（4月27日発売[小 8]）、ISBN 978-4-09-134539-4

  - 第7巻には『やぶうち優ファンBOOK やぶうち優の♀♂（おんなのこおとこのこ）なお話』と『ないしょのつぼみファンBOOK 女の子の初めてのお話』にそれぞれ書き下ろしで収録された1期の番外編2作が併録されている。
- やぶうち優『ないしょのつぼみ-めばえ-』 小学館〈ちゃおコミックス〉、2007年8月2日第1刷発行（7月28日発売[小 9]）、ISBN 978-4-09-131249-5
  - 『わんデー・ハプニンぐ』（※・の箇所には犬の足跡が付く）、『少年少女』、『LOVE・LIKE・COMIC』、『もう逢うことのない君に』の短編作品4作が併録。

初版に付いていた帯をはじめとして、単行本表紙には性教育を前面に出した売り文句が多用されている。また、その文面は漫画としての内容にあまり合致していない部分が見受けられる。例えば第2巻の帯では、性徴に関する疑問に答える本である旨を、草壁縁に台詞として言わせているが、彼は本編では教える側では無く教わる立場である。なお、第3巻以降の帯は各巻のあらすじに合わせた売り文句とプレゼント等の告知が内容のメインになっている。

### 関連書籍
- やぶうち優『やぶうち優ファンBOOK やぶうち優の♀♂（おんなのこおとこのこ）なお話』 小学館〈ちゃおコミックススペシャル〉、2006年5月5日第1刷発行（3月31日発売[小 10]）、ISBN 978-4-09-130397-4
  - やぶうち優作品を、性教育マンガという区割りで特集した本。「ないしょのつぼみ」1期・2期のキャラ紹介、1期の番外編などを掲載。番外編は第5話と第6話の間にあたる話で、つぼみが5年生になって初めてのプール学習での出来事が描かれている。
- やぶうち優×ないしょのつぼみ製作委員会『ないしょのつぼみファンBOOK 女の子の初めてのお話』 小学館〈小学館プラスワン・コミック〉、2008年7月2日第1刷発行（6月27日発売[小 11]）、ISBN 978-4-09-159059-6
  - ファンブック第2弾となる特集本。1期 - 5期のキャラ紹介、あらすじのまとめなどと、1期の番外編を収録。番外編は最終回より後の話で、つぼみの妹の沙耶が産まれた後である。付録として表紙と番外編中でつぼみが付けているものと同じデザインのヘアーゴム、ビニール製の巾着状バッグ、P&Gの生理用ナプキン『ウィスパー さらふわスリム 座るときガード』2個セットが同梱されている。

### 小説
- 著：相馬来良、原作・イラスト：やぶうち優『ないしょのつぼみ 〜さよならのプレゼント〜』 小学館〈小学館ジュニア文庫〉、2014年10月20日第1刷発行（10月15日発売[小 12]）、ISBN 978-4-09-230776-6
  - 1期のストーリーを元としたノベライズ作品。巻末に10年後を舞台にしたエピソードが追加されている。
- 著：相馬来良、原作・イラスト：やぶうち優『ないしょのつぼみ〜あたしのカラダ・あいつのココロ〜』 小学館〈小学館ジュニア文庫〉、2015年3月30日第1刷発行（3月25日発売[小 13]）、ISBN 978-4-09-230798-8
  - 6期のストーリーを元としたノベライズ作品。小説版オリジナルキャラクターが登場し、ストーリー展開の一部が変更されている。

## OVA
0期の初版帯で、アニメ化の企画が2008年（平成20年）の春を目指して進行中であることが明かされ、2008年4月から6月に1期を元にしたOVAが発売された。DVDで巻数は全3巻。各巻とも通常版・限定版の2バージョンがある。
内容は原作にほぼ忠実だが、中盤のエピソードの多くが省略された他、ラストが若干異なっている。キャラクターデザインは原作と比べ、柔らか味を増したデザインとなった。『ないしょのつぼみ』のコンセプトの1つである性教育はOVAでも受け継がれ、DVDの副音声機能を使用した、作中のシーンと連動する心と体の不思議についての解説が全3巻とも収録されている。解説を担当するのは日本家族計画協会クリニック所長の北村邦夫。
限定版は各巻とも、原画集、チャーム、バッグなどのキャラクターグッズが同梱されている。第3巻のみオリジナルエピソードが収録されたドラマCDも付く。ドラマCDはトールケース入りで、ジャケットも限定版DVD各巻とほぼ同じ仕様になっている。
『水色時代』のDVD-BOXと同様に、小学館の雑誌に原作が掲載されたアニメとしては珍しく、DVDには『小学館ビデオ』の文字は一切入っていない。
2008年10月から11月にかけて、CS放送局であるパワープラッツの103chにてPPV形式で早朝時間帯に放送された。2018年5月14日から28日にかけて、有料CS放送AT-Xにて月曜日午前3時半に放映。
Youtubeのちゃおチャンネルで無料配信されているため、実質、webアニメとして視聴可能（前編と後編に分割した形で）。

### スタッフ
- 監督 - しぎのあきら
- シリーズ構成・脚本 - 荒川稔久
- 演出 - 中村圭三
- キャラクターデザイン・総作画監督 - 武内啓
- 作画監督 - 宇都木勇
- 美術監督 - 井上一宏
- 色彩設定 - 斉藤恵
- 色指定 - 近藤直登
- 撮影監督 - 西村徹也
- 編集 - 坂本雅紀（森田編集室）
- 音響監督 - 町田薫
- 音楽 - UbiQuinta
- 音響効果 - 今野康之（スワラ・プロ）
- 音響制作 - 青二プロダクション
- 協力 - 小学館『小学五年生』編集部
- アニメーション制作 - スタジオ旗艦
- 制作協力 - スタジオエル
- 制作担当 - 斎藤剛広
- プロデューサー - 楠原真理子、小池正則
- 製作 - ないしょのつぼみ製作委員会
- 発売・販売 - ハピネット

### 各巻リスト
| 巻数 | サブタイトル           | 発売日        | パワープラッツ放送日  |
| ---- | ---------------------- | ------------- | --------------------- |
| 1    | 『赤ちゃんはないしょ』 | 2008年4月25日 | 2008年10月18日 - 24日 |
| 2    | 『男の子♂女の子♀』     | 2008年5月30日 | 2008年10月25日 - 31日 |
| 3    | 『恋する理由』         | 2008年6月27日 | 2008年11月1日 - 7日   |